# Masters en Johnson
Masters en Johnson zijn twee Amerikaanse seksuologen die als team bekendheid verwierven op het gebied van het onderzoek naar de menselijke seksualiteit. Het gaat om de gynaecoloog William Howell Masters (1915-2001) en zijn collega en echtgenote de psycholoog Virginia Eshelman Johnson (1925-2013). Hun boek Human Sexual Response (1966) wordt beschouwd als de eerste uitgebreide studie van de fysiologie en de anatomie van menselijke seksuele activiteit onder laboratoriumomstandigheden.
Niet alleen ontwikkelden zij instrumenten om de seksuele reactie van het menselijk lichaam te kunnen meten in een laboratorium, ze zijn ook de auteurs van een aantal boeken: in Human Sexual Response (1966) gaat het over de psychologische reacties tijdens het door hen opgestelde vierfasenmodel van seksuele responscyclus bij mannen en vrouwen. Human Sexual Inadequacy (1970) behandelde onderwerpen die te maken hadden met seksuele problemen als impotentie, voortijdige zaadlozing en frigiditeit. Homosexuality in Perspective (1979) omschreef de seksuele reacties van homoseksuelen en lesbiennes.
Het werk van Masters en Johnson deed een controverse ontstaan, omdat met name de homoseksualiteit en het vrouwelijk orgasme op een totaal andere manier werd bekeken dan voorheen. Ook Alfred Kinsey, hun voorganger, had hiermee te maken.
In 1988 werd hun boek Crisis: Heterosexual Behaviour in the Age of AIDS uitgegeven, waarin ze voorspelden dat aids als een epidemie zou worden verspreid onder heteroseksuelen.
Masters en Johnson trouwden in 1971 en hebben duizenden sekstherapeuten opgeleid in hun laboratorium te Saint Louis (Missouri).

## Publicaties
- Masters, W.H., en Johnson, V.E. (1966). Human Sexual Response. Toronto/New York: Bantam Books.
- Masters, W.H., en Johnson, V.E. (1968). Anatomie van het sexueel gebeuren: een onderzoek naar de reacties van de mens op effectieve sexuele prikkeling. Amsterdam: Paris.
- Masters, W.H., en Johnson, V.E. (1970). Human Sexual Inadequacy. Toronto/New York: Bantam Books.
- Masters, W.H., en Johnson, V.E. (1971). Sexuele stoornissen bij man en vrouw: fysische en psychologische methodes voor het behandelen van stoornissen in het sexuele leven van man en vrouw. Amsterdam/Brussel: Paris/Manteau.
- Masters, W.H., en Johnson, V.E. (1974). The Pleasure Bond. Toronto/New York: Bantam Books.
- Masters, W.H., en Johnson, V.E., in samenwerking met Robert J. Levin (1975). De plezier-verbintenis: Een nieuwe kijk op seksualiteit. Den Haag: Bert Bakker.
- Masters, W.H., en Johnson, V.E. (1979). Homosexuality in Perspective. Toronto/New York: Bantam Books.
- Masters, W.H., en Johnson, V.E.; Kolodny, R.C (1988). Masters and Johnson on Sex and Human Loving. Boston: Little, Brown and Company.
- Masters, W.H., en Johnson, V.E.; Kolodny, R.C (1994). Heterosexuality. London: Thorsons, New York: HarperCollins.